# Olympische Winterspiele 2010/Teilnehmer (Äthiopien)
| Gelbes Symbol für Goldmedaillen mit stilisierten Olympischen Ringen | Graues Symbol für Silbermedaillen mit stilisierten Olympischen Ringen | Braundes Symbol für Bronzemedaillen mit stilisierten Olympischen Ringen |
| ------------------------------------------------------------------- | --------------------------------------------------------------------- | ----------------------------------------------------------------------- |
| —                                                                   | —                                                                     | —                                                                       |

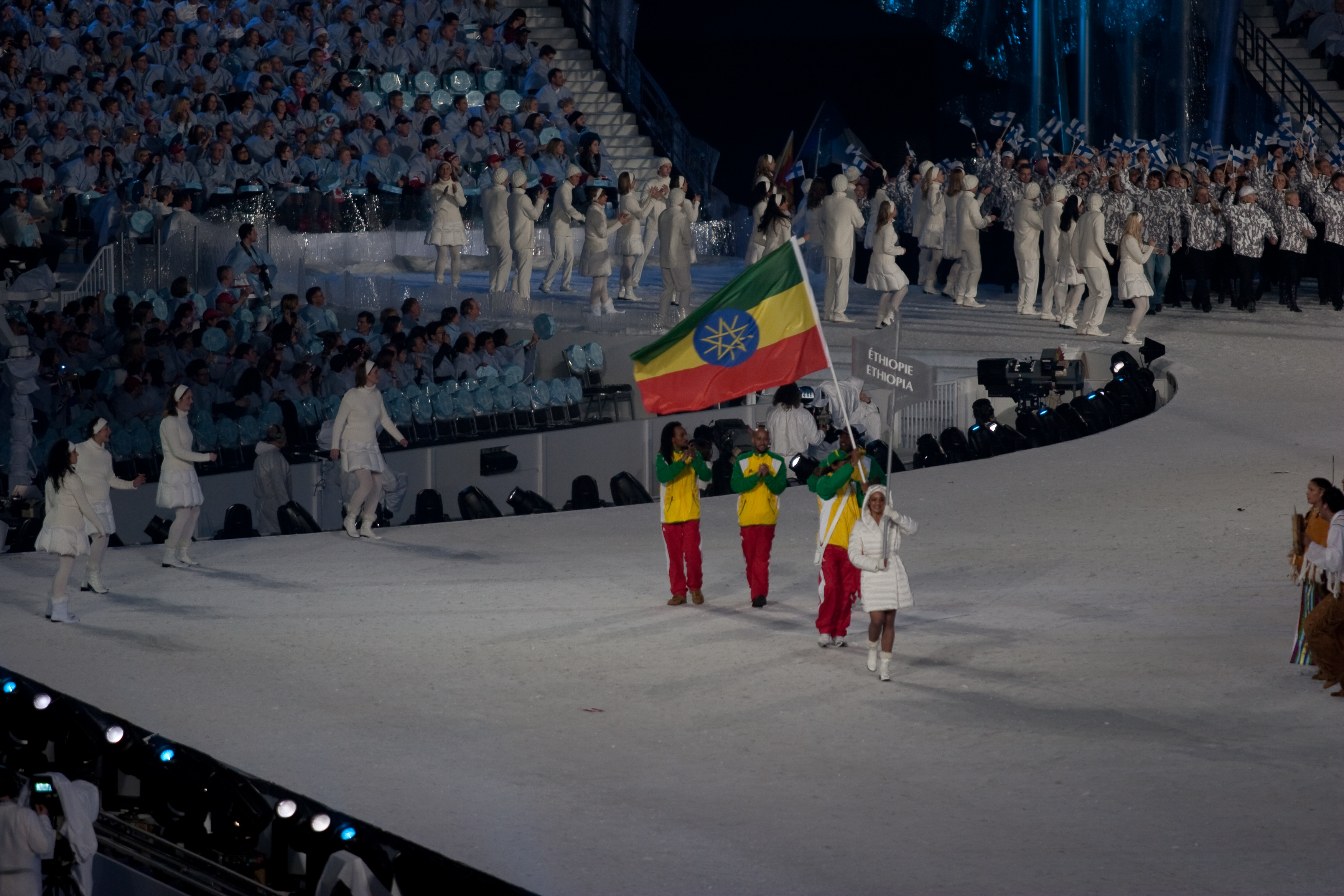
Einmarsch der äthiopischen Delegation

Äthiopien nahm an den Olympischen Winterspielen 2010 im kanadischen Vancouver mit einem Sportler im Skilanglauf teil.

## Skilanglauf
Nachdem Robel Teklemariam bereits für Äthiopien an den Olympischen Winterspielen 2006 in Turin teilgenommen hatte, konnte er sich auch für die Olympischen Winterspiele in Vancouver qualifizieren. Vom Äthiopischen Olympischen Komitee wurde er erneut als einziger Starter nominiert. Im 15-Kilometer-Freistil-Rennen als 96. Starter und damit als letzter Starter ins Rennen und belegte mit mehr als 11 Minuten Rückstand auf den Sieger Dario Cologna den 93. und drittletzten Platz.
| Athleten          | Wettbewerbe    | Zeit    | Rang |
| ----------------- | -------------- | ------- | ---- |
| Männer            |                |         |      |
| Robel Teklemariam | 15 km Freisill | 45:18,9 | 93   |